# 阿伽忒俄斯
阿伽忒俄斯（英語：agathos）。古希腊神祇之一。曾凭借好运、健康以及智慧的形象为古罗马相关神话提供溯源。并于时人之著述中得以出现，亦于艺术作品中得到广泛反映
。

## 扩展阅读
- 本条目包含来自公有领域出版物的文本: Chisholm, Hugh (编).  (第11版). London: Cambridge University Press. 1911.